# Benny Saelens
Benny Saelens (Menen, 11 januari 1948) is een Belgisch voormalig volleyballer.

## Levensloop
Saelens kwam uit voor Volley Menen en Athlon Ieper.
Daarnaast was hij actief bij het Belgisch volleybalteam, waarmee hij onder meer deelnam aan de Olympische Zomerspelen van 1968.